# Leffe
Leffe /ˈlɛffe/ (Léf [ˈlef] in dialetto bergamasco) è un comune italiano di 4 320 abitanti della provincia di Bergamo in Lombardia.

## Geografia fisica

### Territorio

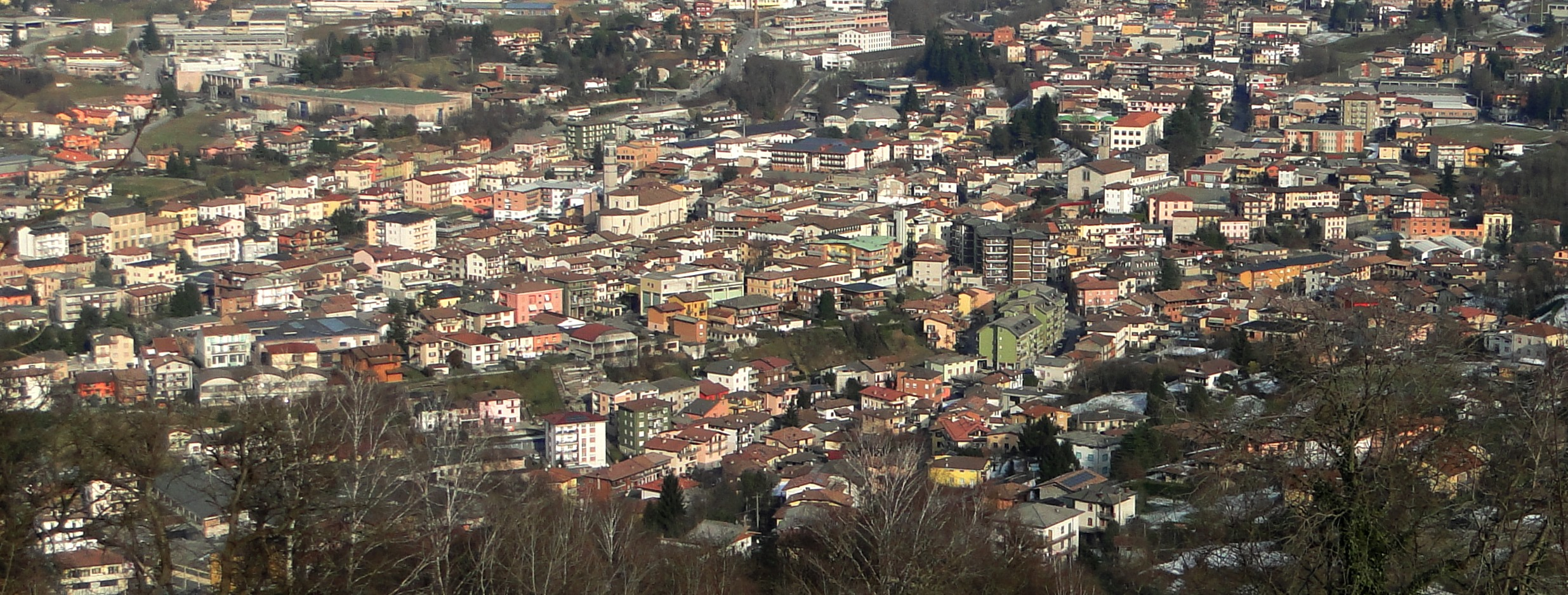
Vista del centro abitato dal monte Beio

Il territorio comunale è interamente collinare e si sviluppa presso la parte meridionale dell'altipiano della val Gandino, ad un'altezza di compresa tra i 415 m s.l.m. del fondovalle e gli 875 della zona posta nei pressi della sommità del monte Crocione.
Il nucleo abitativo del capoluogo è raccolto attorno al centro storico e distribuito in modo uniforme ad un'altezza di circa 450 m s.l.m., mentre più a monte, in direzione sud-ovest, vi è l'unica frazione di questo comune, San Rocco, posta sull'omonimo colle (un tempo conosciuto col nome di Chignöl) che sovrasta la Val Brögài, e ormai unita con continuità abitativa al capoluogo. Altri piccoli agglomerati sono riscontrabili nella località Bozzöla, presso le pendici orientali del monte Beio, e sulla sommità del monte Croce, dove nel corso del XX secolo si verificò un notevole incremento di abitazioni utilizzate come case di villeggiatura.

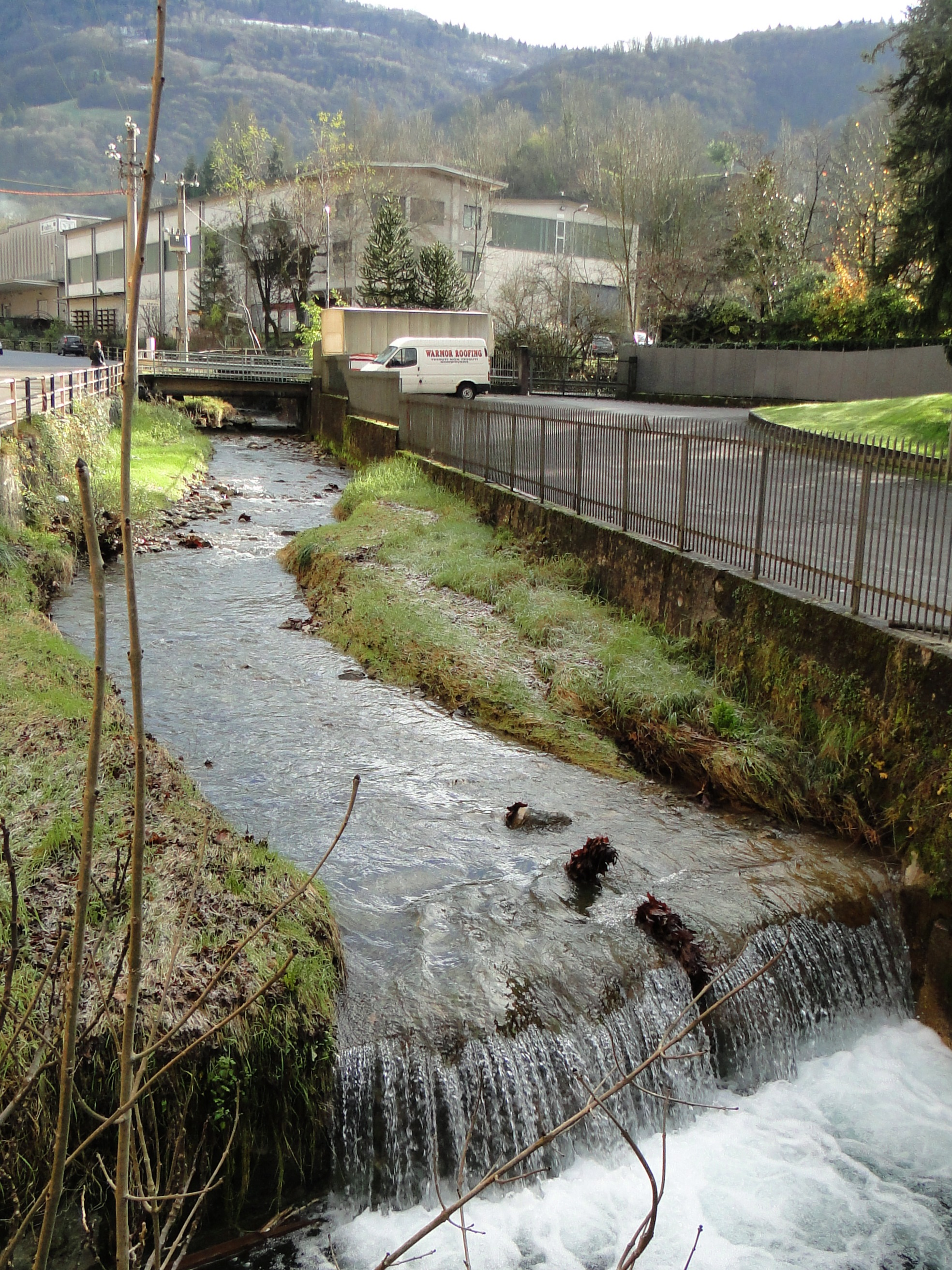
Il torrente Rino nella zona industriale

A livello amministrativo, il territorio è quasi interamente delimitato in modo naturale: ad Est il confine con Peia è infatti dato dalla parte più a monte della piccola valle delle Tre Fontane (detta anche val di tri fonc), con la linea di divisione che prosegue in modo quasi rettilineo fino al torrente Romna. Quest'ultimo corso d'acqua funge da limite territoriale con Gandino in direzione Nord-Est, per essere poi incluso completamente nei confini settentrionali leffesi, che corrono paralleli ad esso fino a raggiungere le competenze municipali di Cazzano sant'Andrea. A questo punto la parte occidentale del territorio comunale prosegue lungo l'appendice del territorio cazzanese salendo sulle pendici del monte Beio (691 m s.l.m.), per ridiscendere fino a toccare la valle Asinina, il cui torrente funge da spartiacque con Cene. I limiti meridionali sono invece dati dalla parte più a monte della val Noes, per ridiscendere lungo il versante orografico destro della valle Rossa, fino a raggiungere il torrente Doppia, dove convergono i confini di Cene e Bianzano. Da qui la linea di divisione amministrativa risale lungo le pendici meridionali dei monti Croce e Crocione, senza raggiungerne tuttavia la sommità, ricongiungendosi con la parte più alta della valle delle Tre Fontane.
Ricchissima è l'idrografia. Il principale corso d'acqua è il torrente Romna, ovvero il principale della val Gandino, dal momento che attraversa i territori di tutti cinque i comuni, e che bagna la parte più bassa del territorio comunale. In esso confluisce il Rino, forse il principale corso d'acqua del paese dal momento che, nonostante prenda vita nella valle Vecchia (o "val Vegia" in dialetto bergamasco) in territorio di Peia, solca gran parte della superficie comunale e ne caratterizza profondamente l'abitato. Difatti nella seconda parte del XX secolo è stato fatto oggetto di una forte canalizzazione, tanto che per lunghi tratti il corso stesso risulta essere totalmente sotterraneo. Inoltre, prima di sfociare nella Romna nei pressi del cimitero, scorre tra numerose aziende, che sovente vi hanno scaricato i propri residui industriali.
Vi sono inoltre numerosi piccoli rivoli, composti dalle acque in eccesso provenienti dai colli circostanti, ognuno dei quali prende il nome dalla vallecola in cui scorre. I principali, entrambi tributari del torrente Rino da destra, sono quelli della val di Tri Fonc e della val Brögài. Quest'ultima, stretta tra i monti Beio e Croce, nasce nei pressi della sella di san Rocco (limite orografico con la valle Rossa) ed a sua volta raccoglie le acque di numerosi altri ruscelli: da destra la val de Fonta Spina, la val Dos Cresté, la val de Cóp e la val Paiér, che scendono dalle pendici del monte Croce; da sinistra la val Cutì, che nasce in località Ceride, sul monte Beio. Infine vi sono i torrenti non tributari della Romna: al di là della sella di san Rocco si trova la valle Rossa, dove sono presenti il Doppia ed il relativo immissario della val Noes, mentre sul versante meridionale del monte Beio scorre il torrente della valle Asinina.
La viabilità del paese è molto semplice e fa riferimento alle strade S.P. 43, che collega Leffe con il vicino borgo di Peia, ed S.P. 62, che sale alla frazione di san Rocco e si ricongiunge alla viabilità della valle Rossa.

## Storia

### Il preistorico lago di Leffe

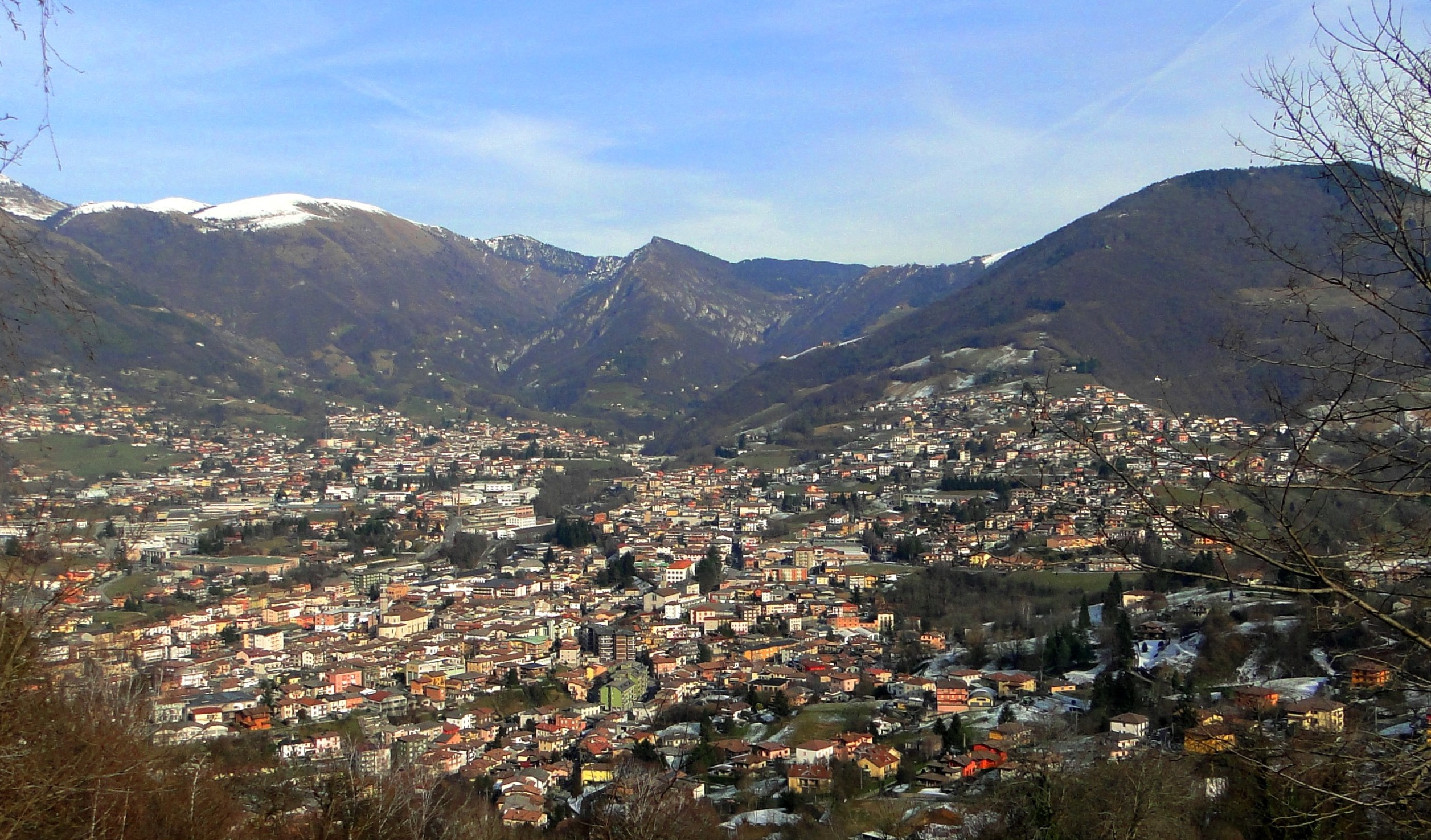
L'anfiteatro naturale della val Gandino, in cui si adagiava il lago di Leffe

La storia di Leffe può essere fatta iniziare nella prima fase del periodo geologico del Pleistocene, circa 1.800.000 anni fa, quando nell'area era presente un lago. Questa origine lacustre è dimostrata chiaramente sia dalla conformazione geologica della vallata, ben visibile dalle alture circostanti, sia dall'analisi del sottosuolo, ricco di strati di argilla, carbonati lacustri e lignite, creatisi grazie alla sedimentazione di piante acquatiche.
La creazione fu resa possibile dallo sbarramento che venne a crearsi nella parte terminale del torrente Romna, che in quel tempo sfociava nel Serio mediante una paleovalle (totalmente ricoperta da detriti) situata dove si trova il cimitero di Casnigo, frontalmente all'abitato di Colzate. La foce venne infatti ostruita dal deposito di materiali portati dal Serio, creando inoltre un rigurgito delle acque portate a valle dalla Romna.
Il fondale del lago, inizialmente posto alla stessa altezza del resto della val Seriana, cominciò lentamente ad accumulare detriti, innalzandosi di circa 130 metri nella conca dominata dai Farno e Formico, quota che tuttora caratterizza l'altipiano della val Gandino. Al massimo della sua espansione arrivò a ricoprire una superficie di 4,2 km², una larghezza massima di 4,4 chilometri, ed una profondità massima di 20-30 metri
Inoltre questo bacino chiuso, che esistette per 800.000 anni, accumulò un notevole numero di reperti fossili che hanno permesso di ricostruire gran parte delle forme viventi presenti in quei tempi remoti. Si va da alcune piante fossilizzate, conchiglie lacustri e fossili animali, i cui primi ritrovamenti risalgono al periodo compreso tra la fine del XVIII e l'inizio del XIX secolo, come testimoniato dalla documentazione raccolta dallo scienziato Giovanni Maironi da Ponte.
La grande quantità di materiale fossile spinse quindi numerosi ricercatori a frequentare periodicamente le locali miniere di lignite, tanto che nel corso degli anni emersero quantità sempre crescenti di reperti, ora custoditi presso i musei di storia naturale di Milano e di Bergamo.
Inoltre, carotaggi effettuati nel 1991 in una fornace dismessa della zona, permisero di accertare la presenza di alberi ormai estinti in Europa, ma ancora esistenti nel continente asiatico ed americano.
Circa un milione di anni fa, cedette l'argine posto tra l'Agro di Casnigo e la località Prato Colle, svuotando completamente il bacino. Successivamente, in un periodo compreso tra 950.000 e 870.000 anni fa, nella zona ebbe a riformarsi un altro bacino, molto più piccolo del precedente e ribattezzato Lago di Cà Manot per via della località omonima in cui si trovava. Questo venne a crearsi per via dell'innalzamento della conoide alluvionale del fiume Serio che, gonfio per lo scioglimento dei ghiacciai che in quel tempo arrivavano fino a Ponte Nossa, ostruì nuovamente lo sbocco della conca.
Tuttavia, per via delle temperature rigide presenti in quel periodo di glaciazione, il nuovo lago non presentava forme di vita.

### Dalla preistoria ai Romani

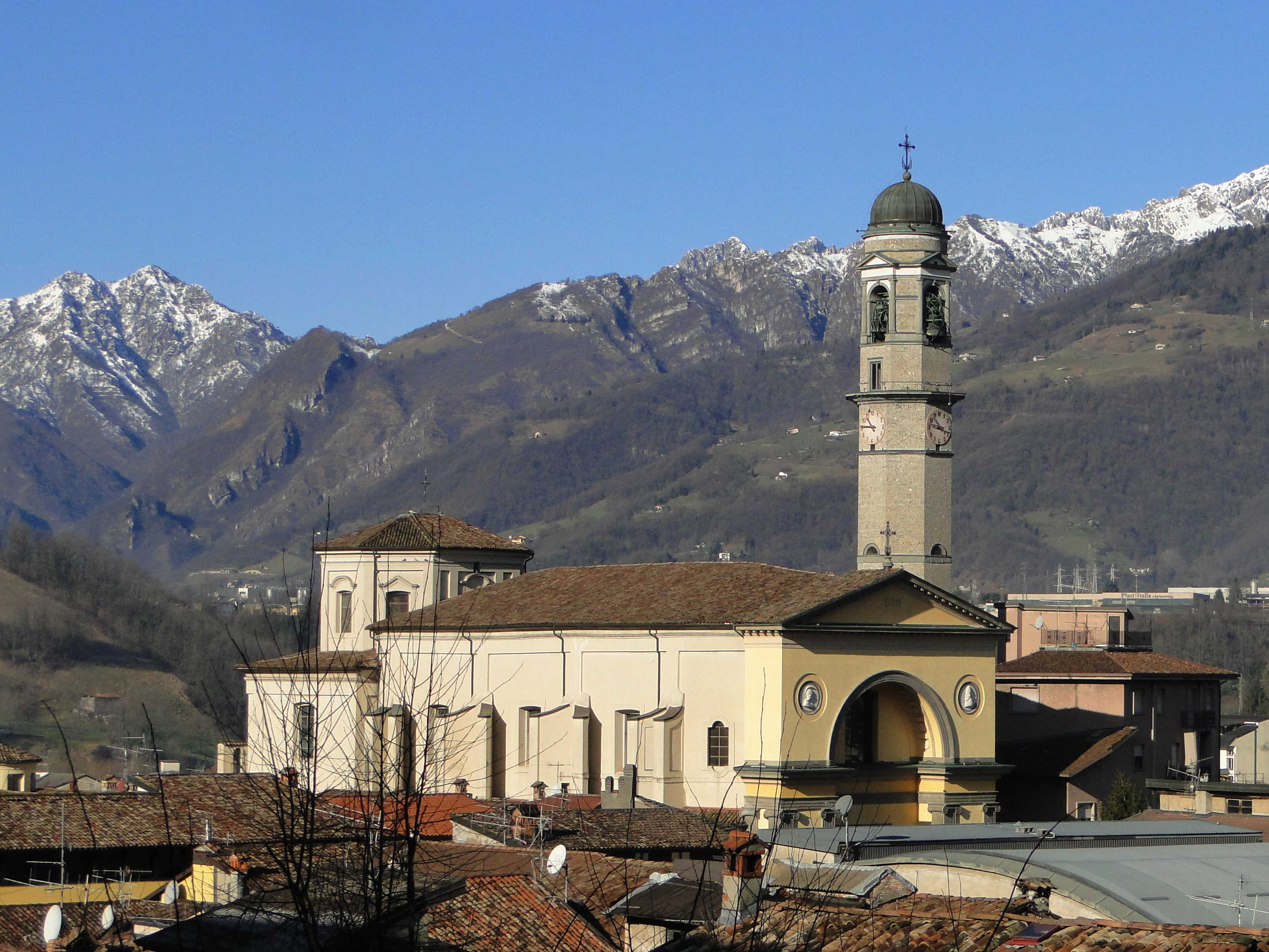
La chiesa parrocchiale di san Michele, il cui primo nucleo risale al periodo longobardo

Prosciugatosi anche il secondo lago, la zona di Leffe venne interessata a lungo dalla presenza di paludi (come testimoniato dalla conformazione geologica del torrente Rino), che contrassegnarono il territorio fino all'inizio dell'olocene ed impedirono la formazione di quegli insediamenti umani che andavano verificandosi nelle zone limitrofe.
Conseguentemente i primi nuclei stabili si svilupparono sulle alture del monte Beio, posto più sicuro rispetto al fondovalle e che garantiva riparo da incursioni e calamità, dove popolazioni di origine ligure, tra cui gli Orobi, cominciarono a riunirsi in piccoli agglomerati, a margine dei quali cominciarono a trovare spazio le prime coltivazioni stanziali.
Ad essi, a partire dal V secolo a.C., si aggiunsero ed integrarono le popolazioni di ceppo celtico, tra cui i Galli Cenomani. Queste erano comunque presenze sporadiche, che non formarono mai un nucleo abitativo definito.
A quel periodo pare possa essere ricondotta l'origine del toponimo, ritenuta di origine antica e remotissima, che dovrebbe derivare dal prefisso LEU-, riscontrabile nel lemma indoeuropeo Leotum (o lutum), indicante una zona con fango o paludi, poi traslato in Leufum, quindi in Leufo ed infine in Lefe.

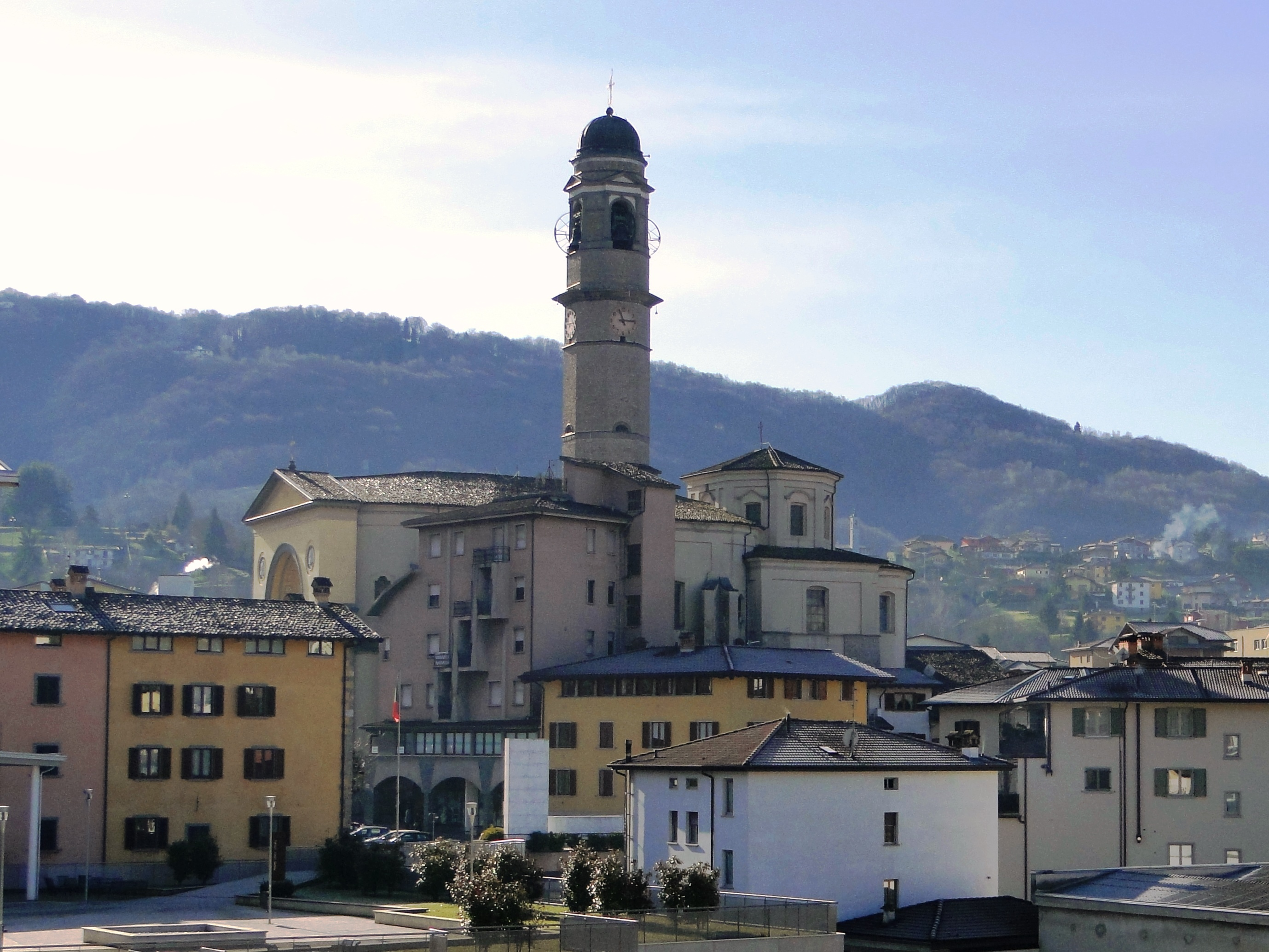
Il centro storico, che cominciò a svilupparsi nel periodo longobardo

A partire dal I secolo a.C. la zona fu interessata dalla conquista dei Romani, che la inclusero nel Pagus Saturnius che raggruppava i centri della val di Scalve e della media ed alta val Seriana.
Pur rimanendo estranei alle vicende della valle Gandino, i nuovi conquistatori lentamente si integrarono alle popolazioni celtiche e crearono piccoli agglomerati sparsi, composti da persone legate tra loro da vincoli di sangue ed interessi comuni, tra cui lo sfruttamento dei pascoli e la gestione dei boschi.
Al termine della dominazione romana vi fu un periodo di decadenza, con la popolazione che sovente era costretta a cercare riparo sulle alture circostanti al fine di difendersi dalle scorrerie perpetrate dalle orde barbariche. La situazione ritornò a stabilizzarsi con l'arrivo dei Longobardi, popolazione che a partire dal VI secolo si radicò notevolmente sul territorio, influenzando a lungo gli usi degli abitanti: si consideri infatti che il diritto longobardo rimase de facto attivo nelle consuetudini della popolazione fino alla sua abolizione, avvenuta soltanto al termine del XV secolo. In quel periodo cominciarono ad essere bonificare le paludi poste nel fondovalle, retaggio dell'antico lago preistorico, e contestualmente ebbe a svilupparsi un nucleo abitativo ben definito, nel quale era presente anche un luogo di culto dedicato a san Michele, santo particolarmente venerato dai Longobardi.
Con il successivo arrivo dei Franchi, avvenuto sul finire dell'VIII secolo, il territorio venne sottoposto al sistema feudale, con il paese che inizialmente venne assegnato, al pari di gran parte della valle, ai monaci di Tours per poi essere infeudato al Vescovo di Bergamo grazie a permute, donazioni ed investiture.
Ed è a questo periodo che risale il primo documento scritto in cui si attesta l'esistenza del borgo: è durante l'anno 903 che in un documento viene indicato in vicis et fundis Leufo. 
Nel periodo feudale vennero dissodati altri terreni e cominciò a svilupparsi l'allevamento, che ben presto divenne l'attività portante dell'economia. Già in quei tempi, oltre alla produzione ed al commercio delle carni, risultava essere fiorente la produzione laniera.

### Il periodo feudale e comunale

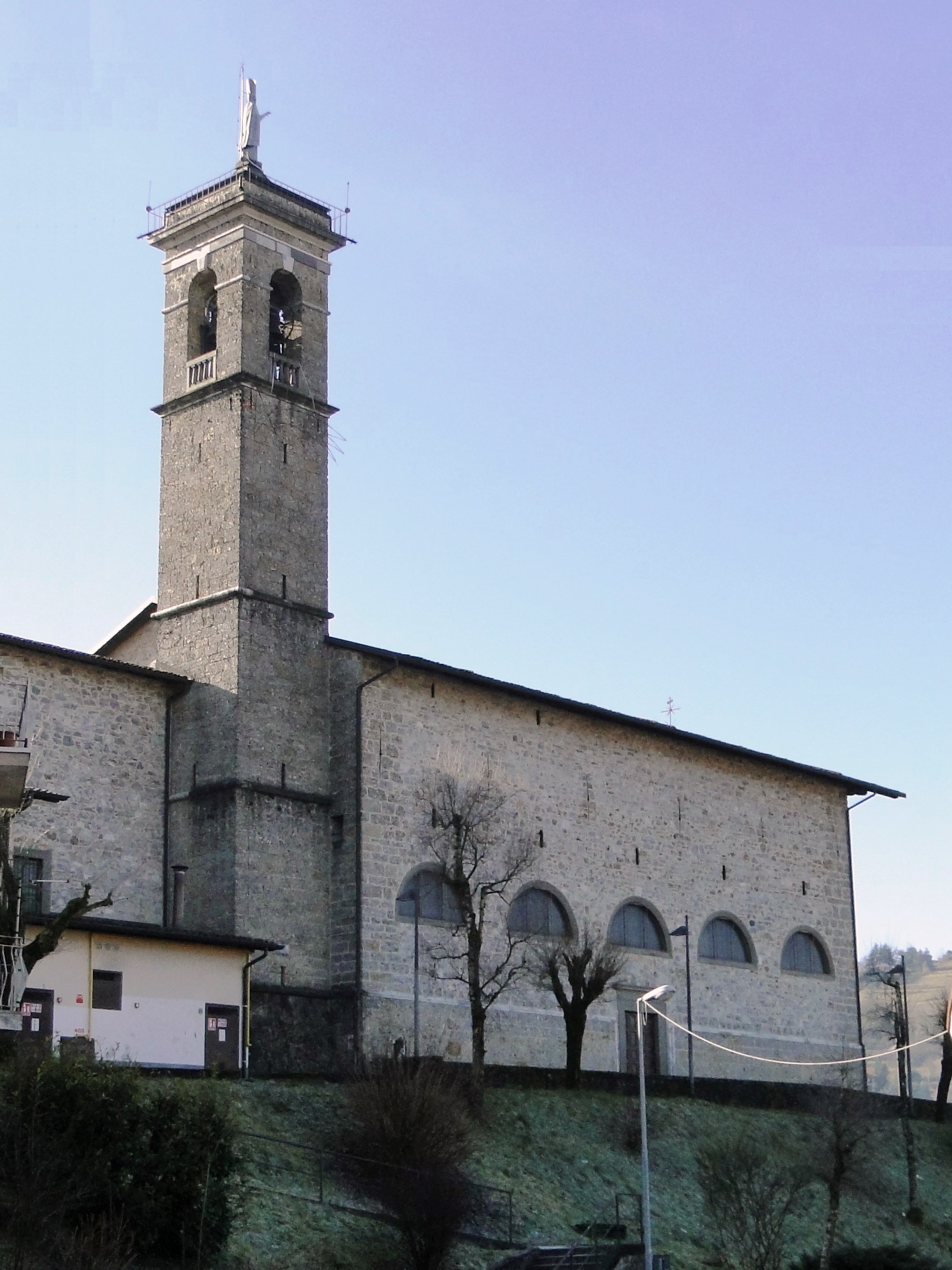
La chiesa di San Martino, risalente al XII-XIII secolo

Il paese si sviluppò in modo importante tanto che, sull'onda di quando andava accadendo nel vicino centro di Gandino, riuscì ad emanciparsi dal potere feudale, redigendo nel 1263 i propri statuti comunali. Il libero comune di Leffe aveva quindi la facoltà di gestire le proprie attività ed era retto da quattro istituzioni: l'aringo, la credenza, il consolato e il podestà.
(Magna carta del comune-Carta dello Statuto)
L’Aringo (denominato anche Consiglio Maggiore) era un'assemblea a cui tutti i capi famiglia residenti nel territorio comunale erano obbligati a partecipare, pena ammenda pecuniaria, nella quale si deliberavano tutte le necessità della cosa pubblica e venivano eletti i Credenderi ed i Consoli. I primi, che restavano in carica per sei mesi, formavano il consiglio della Credenza ed avevano il compito di gestire l'amministrazione patrimoniale ed i rapporti con i comuni vicini. I consoli, eletti una volta all'anno, dovevano invece gestire l'ordine pubblico e far rispettare le decisioni prese dagli altri organi.

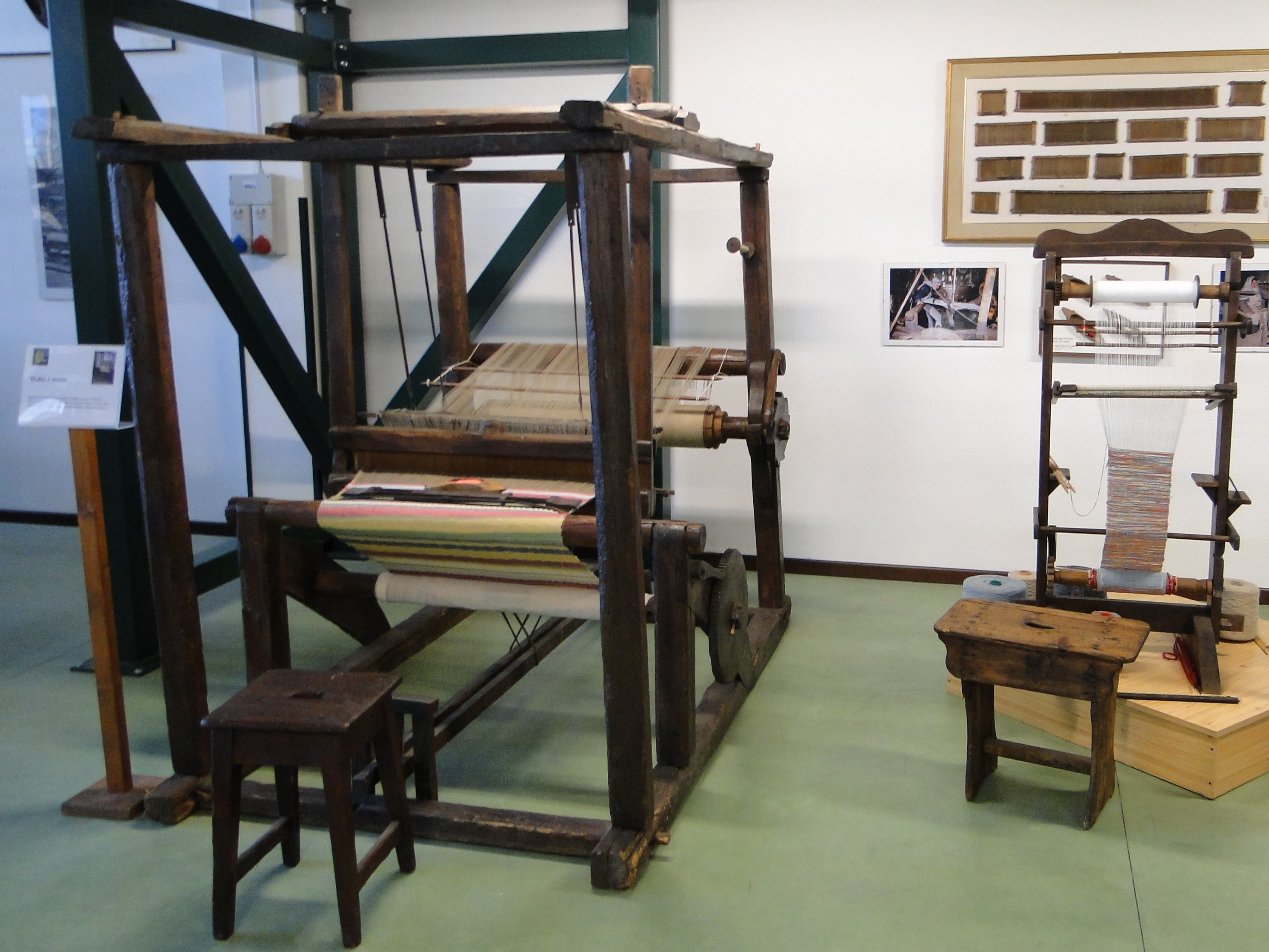
Esempi di antichi telai, attività che acquisì importanza dal XIII secolo

Tutte queste istituzioni erano supervisionate e controllate infine dal podestà, la carica più importante. 
Vi erano inoltre numerosi funzionari comunali: il Canepario, che seguiva la contabilità; i Fattori, che controllavano le finanze comunali; i Teleattori che gestivano gli ammanchi o i disavanzi delle finanze pubbliche; i Campai, che vigilavano sulle proprietà indivise quali prati e boschi; i Calcatori, che gestivano la viabilità di strade e sentieri; i Servitores, tutori dell'ordine; i Campanari, addetti alla manutenzione del campanile ed il Notaio, che doveva redigere tutti gli atti ufficiali del comune.
Anche i confini comunali, così come indicato negli statuti della città di Bergamo del 1392, risultano essere non variati.
Tuttavia in quegli anni cominciarono a verificarsi attriti tra gli abitanti, divisi tra guelfi e ghibellini, che raggiunsero livelli di recrudescenza inauditi. Le cronache del tempo raccontano di numerosi episodi tragici in tutta la provincia di Bergamo, che venne dilaniata da questa sanguinosa faida. Leffe si schierò apertamente con la fazione guelfa, tanto che alcuni suoi abitanti, unitamente a guelfi di altri paesi della val Seriana, sono citati dalle cronache in scorribande perpetrate nei confronti di altri borghi della zona appartenenti alla parte avversa.
Anche il centro abitato non fu immune da questi eventi, il più grave dei quali si verificò il 23 maggio 1380 quando una colonna guelfa guidata da Toniolo da Greco e composta da esponenti della valle Seriana superiore, dalla Val Brembana e dalla Val Camonica, dopo aver saccheggiato i vicini paesi di Casnigo e Cazzano, irruppe a Leffe danneggiando il centro abitato e portando terrore tra la popolazione.
Gli screzi, seppur di minore entità, continuarono per molti anni, al punto che san Bernardino si recò in tutti i paesi della valle per predicare la riconciliazione.

### La Serenissima

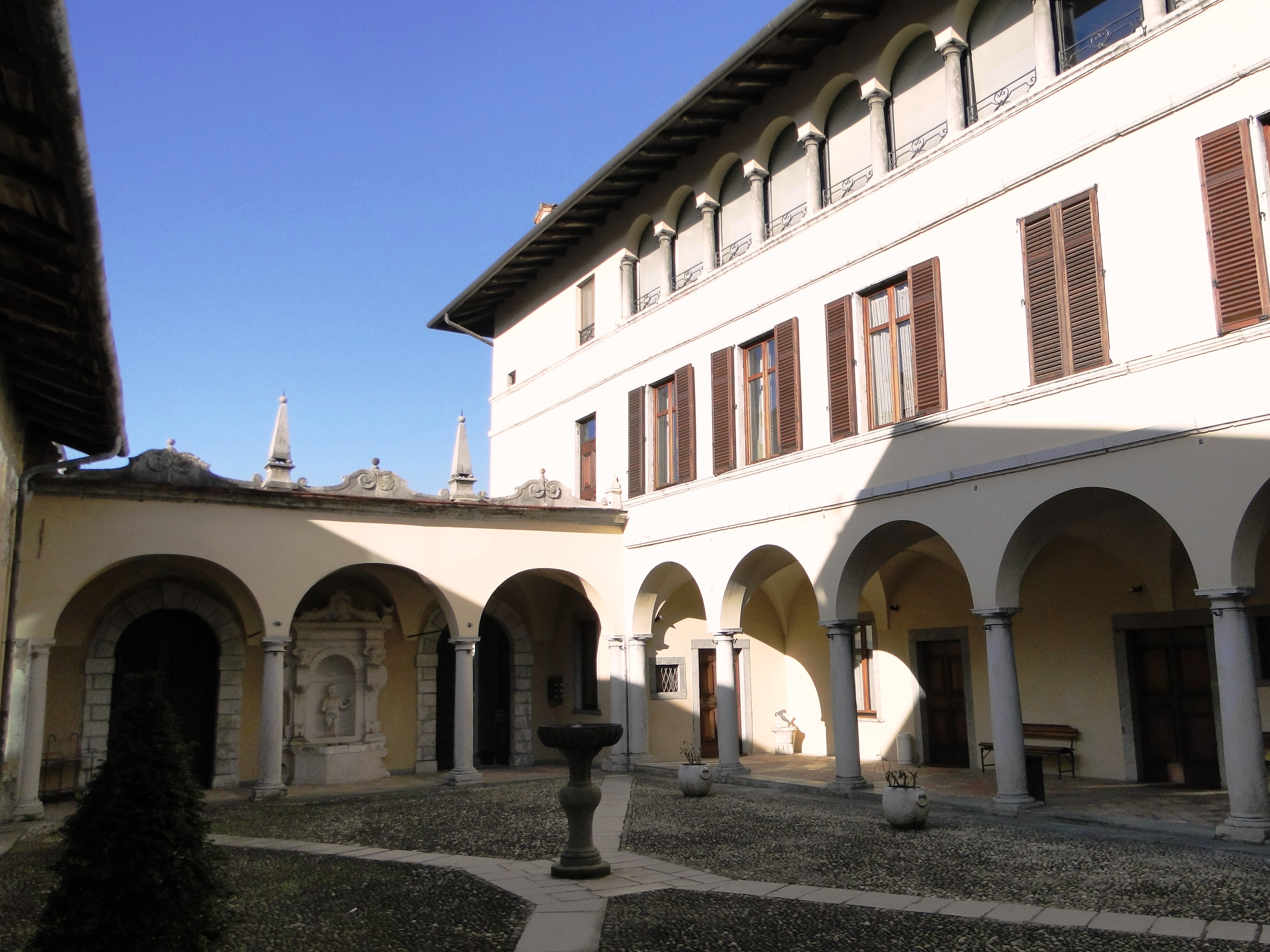
Il palazzo Galizzi, risalente al XVII secolo

Alla definitiva pacificazione si arrivò pochi anni più tardi grazie al passaggio alla Repubblica di Venezia, avvenuto nel 1427 dopo un'espressa richiesta di Bergamo e delle sue valli, e ratificato dalla Pace di Ferrara del 1428. La Serenissima inserì Leffe nella Quadra della val Seriana di Mezzo, con capoluogo Gandino, e diede il via ad un periodo di tranquillità in cui l'intera zona riprese a prosperare, garantendo una diminuzione della pressione fiscale ed offrendo maggiore autonomia.
Ciò giovò notevolmente all'economia locale, che divenne sempre più florida grazie alla produzione ed al commercio dei prodotti lanieri, pratica che trovava l'epicentro nel vicino centro di Gandino. Lungo il torrente Romna sorsero folli per la produzione dei panni lana, con le relative ciodere, edifici in cui i panni venivano fatti asciugare.

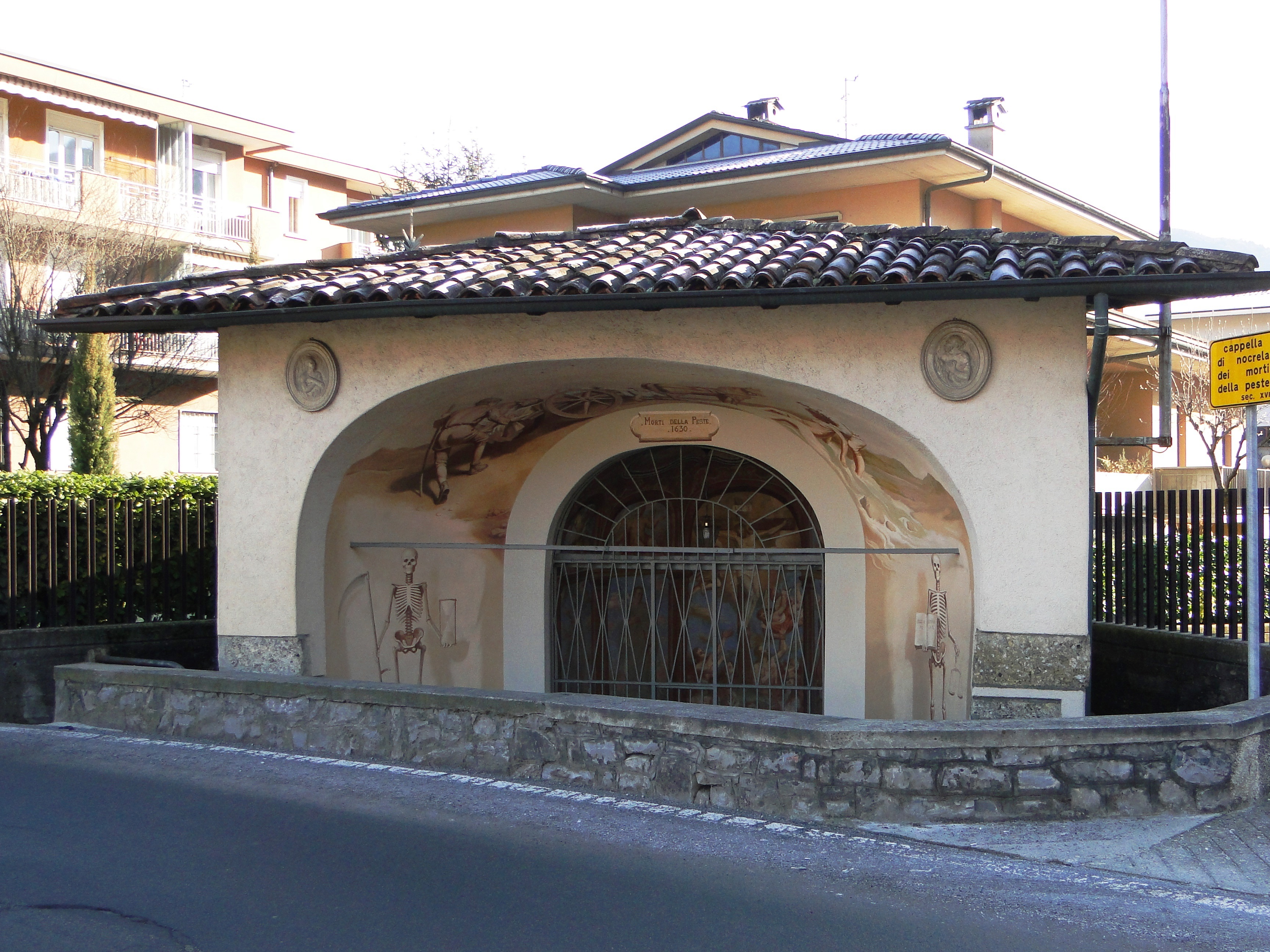
La cappelletta dei morti, in loc.Nocrèla, dove vennero sepolti i morti della peste del 1630

Nel 1596, come riportato in una relazione redatta dal comandante veneziano Giovanni Da Lezze, erano infatti presenti tre tintorie, quattro folli e sei ciodere, per una produzione di oltre 500 panni all'anno. I commerci erano gestiti da otto famiglie, che spinsero i propri traffici fino al Regno di Napoli ed alla Germania, tra le quali emersero i Pezzoli ed i Mosconi, che acquisirono titoli nobiliari messi in vendita dalla Serenissima.
Tuttavia le cronache del tempo riportano anche eventi tragici, come la carestia del 1629 seguita dalla terribile ondata di peste del 1630. In questo caso gli abitanti di Leffe riuscirono a muoversi per tempo ed a predisporre una serie di interventi volti a limitare il più possibile il contagio. Furono sbarrate le vie di accesso al paese e vennero istituiti posti di blocco che limitarono l'accesso agli estranei. Il risultato fu che il morbo cominciò a propagarsi più tardi rispetto agli altri centri, quando l'epidemia aveva già passato il proprio apice, tanto che i decessi furono ”solo” 168 a fronte di una popolazione di 1269 unità (pari al 13% del totale), quando nei borghi vicini morirono più della metà dei residenti.
Nei decenni successivi il paese riuscì a risollevarsi, trascinato sia dall'industria laniera che dall'agricoltura. Quest'ultima ricevette nuovo impulso dall'introduzione di nuove colture quali il melgotto (granoturco) nel 1633, che portò alla costruzione di mulini per la macina lungo la Romna. Sullo stesso torrente si svilupparono anche alcune botteghe ed officine che lavoravano il ferro, commissionato dai mercanti di armi bianche di Gromo.

### L'Ottocento

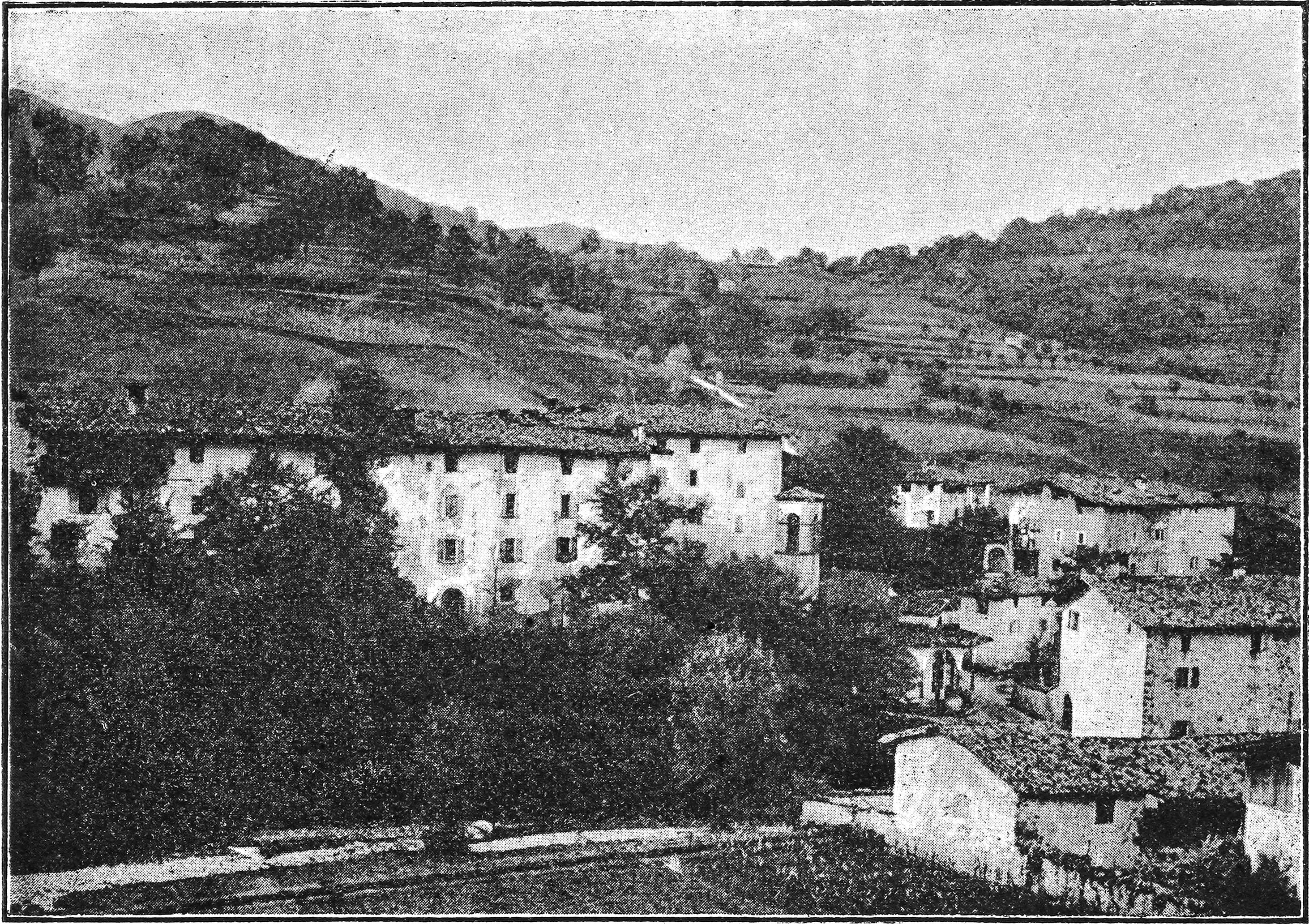
Vista di Leffe alla fine del XIX secolo

Le miniere cominciarono a svilupparsi all'inizio del XIX secolo, con il momento più prolifico che si protrasse fino alla fine del medesimo secolo. Furono poi riaperte in occasione dei due conflitti mondiali del XX secolo per far fronte all'aumentata richiesta del fabbisogno energetico.
Queste erano scavi a cielo aperto dove la vena era affiorante, oppure composte da veri e propri cunicoli (detti discenderie) che arrivavano fino a 100 metri di profondità, con pozzi verticali per eliminare l'acqua che si formava. Il materiale estratto veniva fatto essiccare per un anno, al fine di migliorarne il potere combustibile. La lignite, se raffrontata al carbon fossile, (l'altro combustibile utilizzato in quel tempo), aveva un minore potere calorico ma era migliore per via della quasi totale assenza di pirite. Nell'attività estrattiva alla lignite si affiancò anche dall'argilla (commerciata con il nome di Terra di Leffe), utilizzata per ceramiche e stoviglie, ma anche nel processo della follatura dei panni. Senza dimenticare poi i numerosi reperti fossili rinvenuti, che richiamarono scienziati e studiosi.
Ma il potere della Repubblica di Venezia era ormai agli sgoccioli, tanto che nel 1797, in seguito al trattato di Campoformio, venne sostituita dalla napoleonica Repubblica Cispadana. Leffe, così come tutti centri della val Gandino, fino all'ultimo si schierò con i veneti, tanto che dal paese partì un manipolo di uomini, guidati da don Paolo Galizzi, che si unirono agli insorti degli altri paesi della valle, marciando su Bergamo per impedire l'arrivo delle truppe francesi. Nonostante le prime scaramucce risultarono a loro favorevoli, i ribelli furono ben presto costretti alla resa, con il paese di Leffe che fu costretto al pagamento di un risarcimento all'armata francese.
Nonostante queste premesse poco edificanti, il periodo della dominazione francese si rivelò assai fruttuoso, dal momento che i francesi, alla ricerca di nuovi combustibili, promossero l'estrazione della lignite, materiale creatosi dalla sedimentazione degli strati del lago preistorico. Nonostante la prima richiesta per la concessione mineraria risalisse al 1785 (opera di tale Radici), il boom si verificò a partire dal 1804 e durò fino al 1897, permettendo a Leffe ed ai paesi della val Gandino di soddisfare il proprio fabbisogno energetico, che stimolò ulteriormente l'industria laniera.
Contemporaneamente altre novità riguardarono il centro di Leffe: nel 1802 i fratelli Pezzoli di Albertoni donarono alcune loro proprietà in modo che il paese potesse dotarsi di un ospedale. Questo rimase in funzione fino al 1939, quando venne adibito a centro per malati cronici, per poi essere trasformato nel 1968 in casa di riposo.
Inoltre nel 1809, nell'ambito di un'imponente opera di accorpamento dei piccoli centri ai più grandi, per la prima volta nella sua storia Leffe persa la propria autonomia amministrativa, venendo aggregato a Gandino, al pari di tutti gli altri paesi dell'omonima valle.
La situazione venne ripristinata nel 1816, in occasione del nuovo cambio di governo che vide subentrare l'austriaco Regno Lombardo-Veneto alle istituzioni francesi.
Fino alla prima metà del XIX secolo la maggioranza della popolazione si dedicava all'agricoltura. A partire da quel periodo però cominciarono a svilupparsi numerose industrie laniere, per lo più a carattere artigianale e familiare. Queste si specializzarono nella lavorazione del cascame di cotone e juta, utilizzando i primi rudimentali telai a mano. Come materia prima venivano utilizzati stracci di cotone, sacchi di juta e bava di seta, che venivano tritati sul tronco di un albero, poi trattati ed infine filati per ottenere un tipo di coperta, denominata pilusa, che in breve fece la fortuna di Leffe.

### Il boom economico

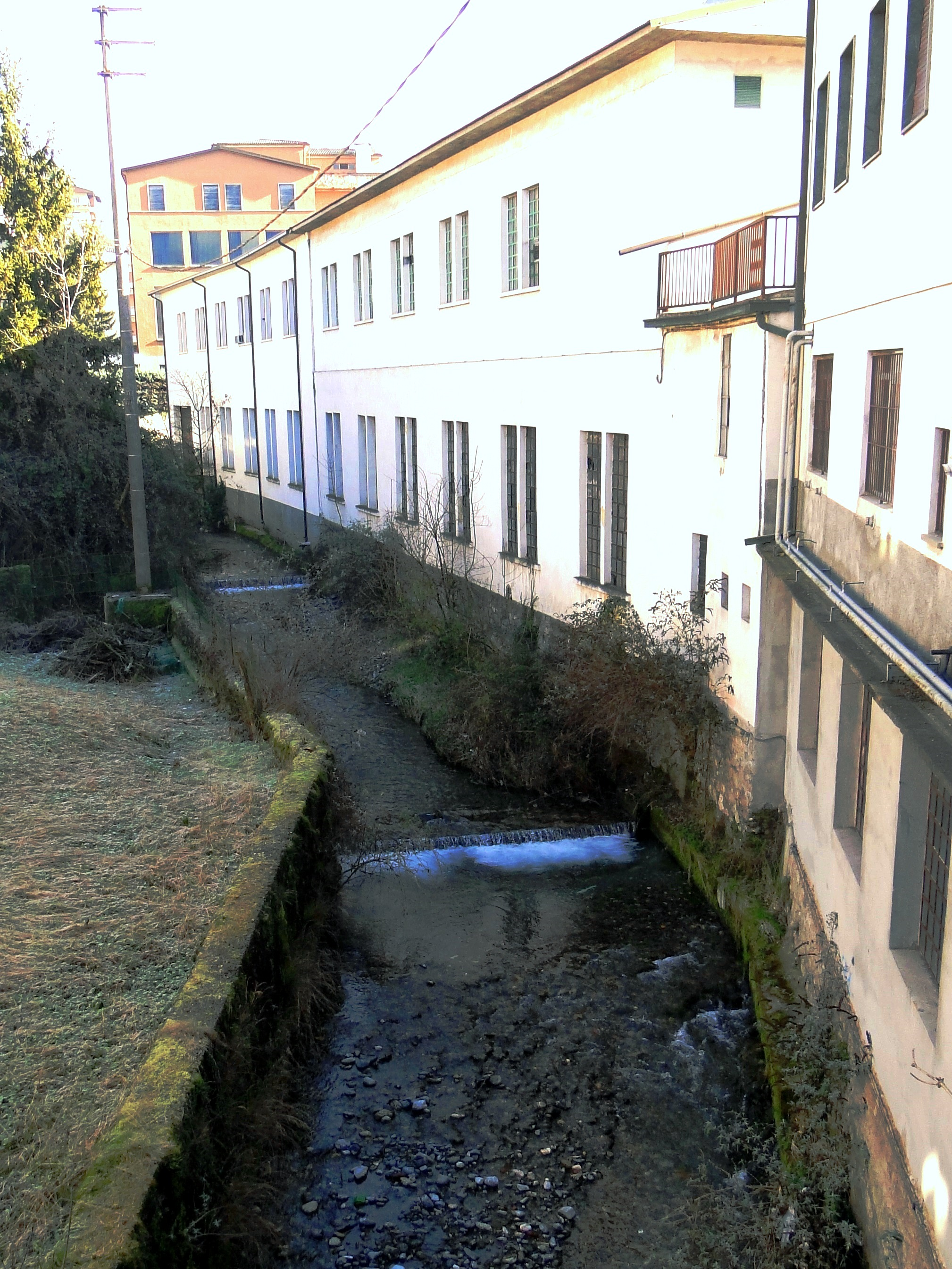
La Romna nel centro abitato, a fianco degli insediamenti industriali sorti nel XX secolo

Il grande successo commerciale del prodotto portò alcuni abitanti a trasformarsi in venditori ambulanti, andando di porta in porta nei paesi limitrofi a vendere le coperte, attività che valse loro l'appellativo di coertì (copertini). Questi, richiamando l'attenzione con strumenti musicali (trombe e tamburi) e facendo leva su astuzia ed eloquio, aumentarono il proprio raggio d'azione, spingendosi con i loro carretti nei mercati di tutta Italia.
Conseguentemente la produzione raggiunse picchi elevatissimi, tanto che alcuni laboratori si svilupparono diventando vere e proprie aziende. È il caso di Luigi Martinelli, che nel 1906 fondò la prima industria e che, grazie ad investimenti lungimiranti ed alla sinergia instaurata con l'artigianato locale, riuscì ad ottenere risultati eccezionali, espandendosi fino ad aprire magazzini in città del sud Italia quali Bari, Napoli e Roma. Egli diede un ulteriore impulso all'attività dei copertini, organizzandoli ed affidando loro la vendita dei propri prodotti.
Con lo scoppio della prima guerra mondiale la produzione subì una brusca riduzione, che portò alla chiusura dell'azienda del Martinelli. Questa venne quindi rilevata dalla ditta Calamai di Prato, che rinnovò i macchinari, vendendo quelli vecchi agli artigiani del paese, portando quindi un'innovazione generalizzata. In breve la produzione riprese, ripercorrendo le tappe di qualche decennio prima: piccole aziende che diventano realtà dalle grandi dimensioni. È il caso dei piccoli laboratori di Andrea Servalli, da cui nel 1935 nacque la Micet (Manifattura di coperte e tappeti), che in breve arrivò ad occupare cento operai, e dalla cui scissione nel 1948 prese vita la Madival, che divenne a sua volta un riferimento nell'industria della valle; del tappetificio di Pietro Radici, che spaziando dalla produzione di tappeti a quella di moquettes ed infine di sintetici, diventò una potenza a livello internazionale; oppure dell'officina di Nello Pezzoli, operante nella costruzione di telai e macchinari tessili, da cui nacquero aziende poi internazionalizzate quali Somet, Vamatex e Fimtessile, raggruppate in seguito in Itema.
Ma fu dopo la seconda guerra mondiale che si verificò un vero e proprio boom economico: negli anni 1950 e 1960 sorsero moltissime industrie, tanto che le aree industriali si saturarono, con le attività produttive che prima occuparono le poche aree rimaste libere nel paese (lungo i torrenti Romna e Rino), mentre poi molti industriali dovettero spostare le proprie attività nei paesi vicini. La sinergia tra le aziende familiari ed i colossi industriali portò Leffe ad essere considerato il paese con il reddito pro-capite più alto d'Italia. 
A dimostrazione dell'importanza dell'industria laniera, venne deciso di inserire nello stemma comunale una navetta da telaio, collocata sotto il piede di un airone.
Il tutto venne accompagnato da una forte urbanizzazione, che snaturò il contesto abitativo, che venne praticamente unito con un'unica soluzione di continuità con i vicini centri di Peia, Cazzano, Gandino e la frazione di san Rocco.
Tuttavia sul finire del XX secolo cominciarono ad avvertirsi le avvisaglie di quella crisi del settore tessile che poi avrebbe portato, all'inizio del nuovo millennio, ad una significativa contrazione delle vendite e della produzione dei tessuti. Conseguentemente l'occupazione ed il benessere diffuso ne risentirono in modo deciso, riportando il paese nella media della provincia. In ogni caso ancora 'economia del paese è incentrata sulla produzione di tele, stoffe e articoli tessili di vario genere.

### Simboli
Lo stemma e il gonfalone del comune di Leffe sono stati concessi con decreto del presidente della Repubblica del 30 aprile 1960.
La navetta ricorda la presenza di importanti industrie tessili. Il gonfalone è costituito da un drappo di azzurro.

## Monumenti e luoghi d'interesse

### Architetture religiose

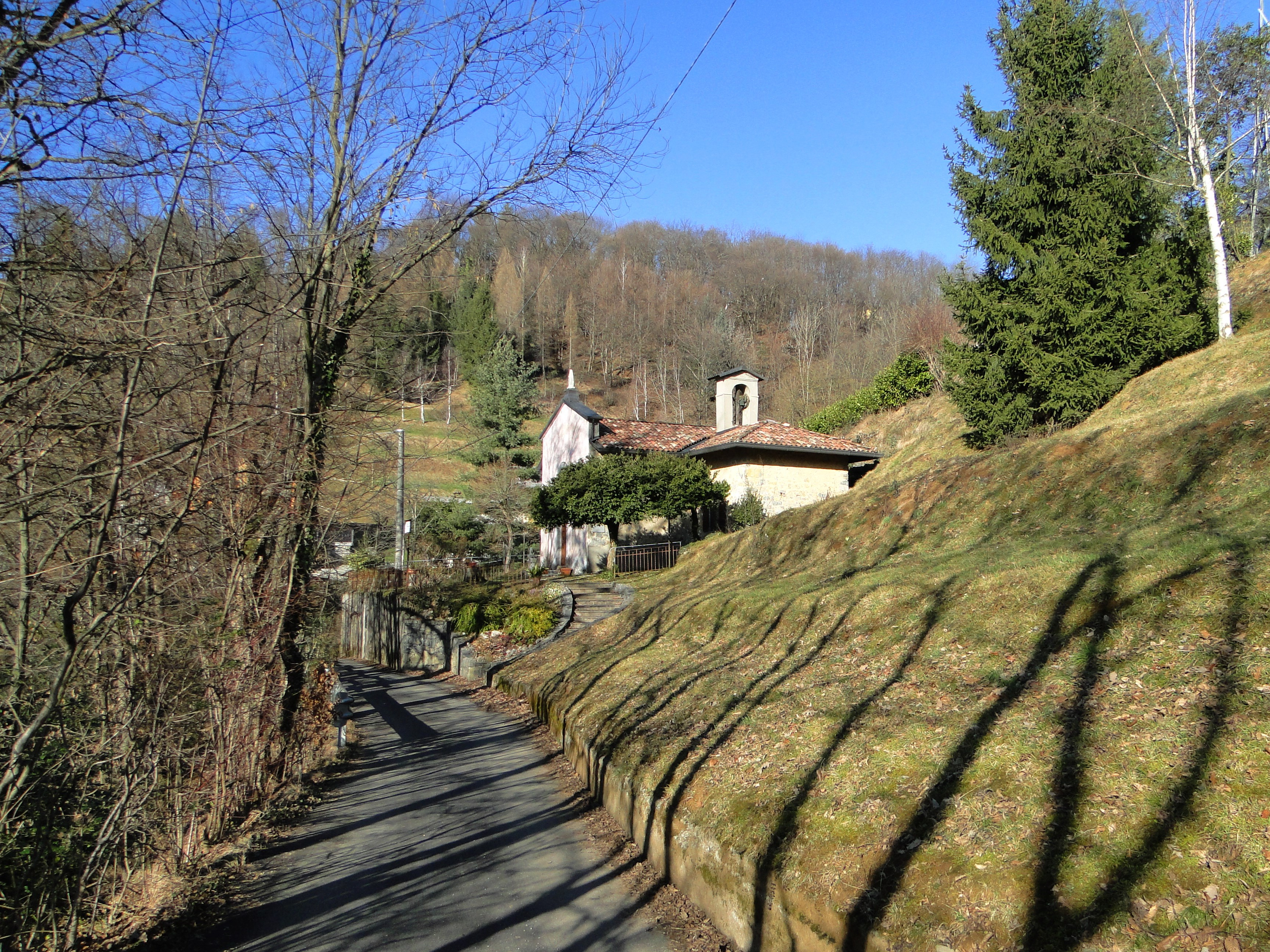
La chiesetta della Vergine Immacolata, detta anche “della Bozzöla”

#### Chiesa parrocchiale di San Michele
È l'edificio di maggior richiamo artistico e storico del paese. Situata nel centro storico, ha un'origine antichissima, che probabilmente può essere fatta risalire ad un periodo prossimo al X secolo, anche se le prime notizie scritte sono datate 1263, quando vennero redatti gli statuti comunali. In quei tempi la chiesa, che condivideva già il ruolo di parrocchiale con il vicino edificio religioso di san Martino, ricopriva una grande importanza anche nella vita sociale, dal momento che nella propria piazza si svolgeva il consiglio comunale. La struttura era molto piccola: alla navata principale risalente al XII secolo, ne venne aggiunta una seconda tra la fine del XIV e l'inizio del XV secolo, e una terza all'inizio del XVI secolo. Fu demolita una prima volta nel 1597, con i lavori di ricostruzione che durarono fino al 1609, quando venne inaugurata con una struttura quattro volte più grande, con tre navate rivolte ad occidente. Un secolo più tardi l'aumento della popolazione portò alla necessità di implementare gli spazi: nel 1718 venne nuovamente demolita per far spazio all'edificio tuttora esistente, progettato da Francesco Muttoni. Si presenta con una navata unica, con la volta affrescata da medaglioni raffiguranti episodi della vita di san Michele, opera di Giovanni Brighenti.
A fianco sorge il campanile, alto 57 metri, possiede il concerto di campane più grande per nota della Val Gandino, ovvero 10 campane in La2 della Fonderia Barigozzi del 1950.
Ai lati della navata sono ricavate numerose cappellette: la cappella della Vergine Addolorata, nella quale si trova la scultura in legno della Vergine stessa, opera di Andrea Fantoni; la cappella dei santi Stefano e Lorenzo; la cappella del Cristo morto, con l'affresco di Ignazio Nicoli raffigurante la Vergine Addolorata con le pie donne; la cappella del Santissimo Redentore e la cappella di San Pietro, nella quale si trova il con dipinto di Gian Bettino Cignaroli: Santi Pietro e Paolo. All'interno della chiesa, sei ovali, olio su tela, ciclo delle Storie di Sansone, del pittore mantovano Giuseppe Bazzani del 1756-1760.
Degne di nota sono poi anche le tele di Simone Brentana: Combattimento di san Michele contro il drago e Antonio Balestra: Madonna con Bambino, con sant'Antonio e san Domenico, poste nella sagrestia; la scultura marmorea di Nicola Barbieri sull'altare maggiore; l'organo di Angelo Bossi del 1736 e le quattordici formelle in bronzo raffiguranti la Via crucis, realizzate da Giuseppe Siccardi. 

Infine sotto il pavimento della sagrestia è presente uno spazio, un tempo usato come sacrario, nel quale sono custodite urne e reliquie di 233 santi, la più importante delle quali è l'urna di santa Agnese.
Attiguo alla chiesa vi è il palazzo Galizzi, adibito a casa parrocchiale. Edificato nel XVII secolo, presenta una struttura in stile tardo-rinascimentale, all'interno della quale si trova la sala Baschenis, con affreschi del pittore Pietro Baschenis, risalenti al 1613 e restaurati nel 1976.

#### Chiesa di San Martino

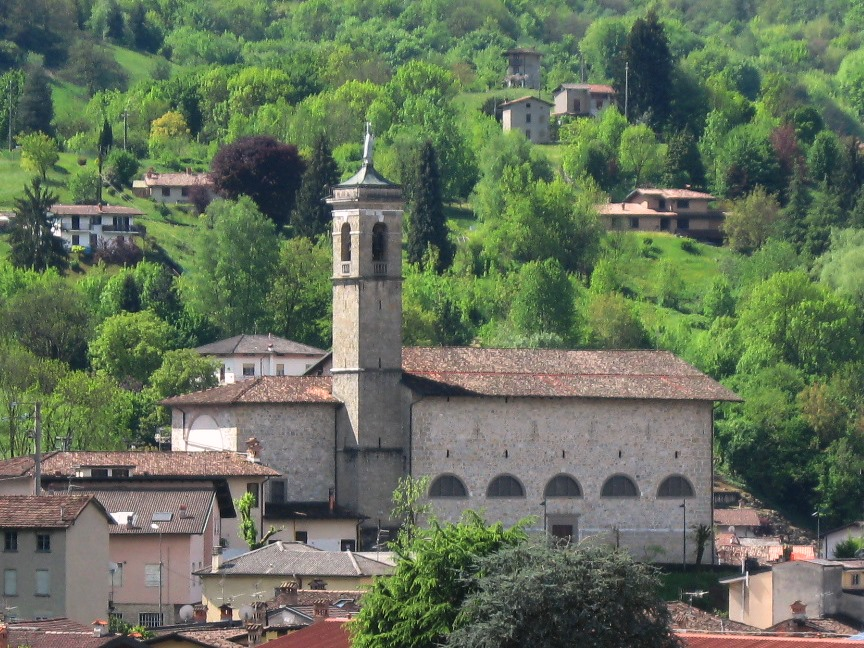
Chiesa di San Martino

La chiesa compatronale di San Martino è situata su una piccola altura che domina il centro storico, viene citata per la prima volta negli statuti comunali del 1263. Demolita nel 1616 e riedificata nel 1636, presenta una facciata esterna liscia e semplice, con in centro un portale in arenaria decorato con due mezze colonne. La struttura, a singola navata, presenta al proprio interno una volta decorata, con le pareti laterali aperte da cinque campate, all'interno delle quali si sviluppano altrettante cappelle. Degne di nota sono le decorazioni sulla volta del coro, opera di Umberto Marigliani, le sei statue in bronzo di Antonio Carra, la grande tela di Tomaso Pombioli: Vergine in gloria e l'organo del veneziano Gaetano Callido.

#### Chiesa di Santa Elisabetta

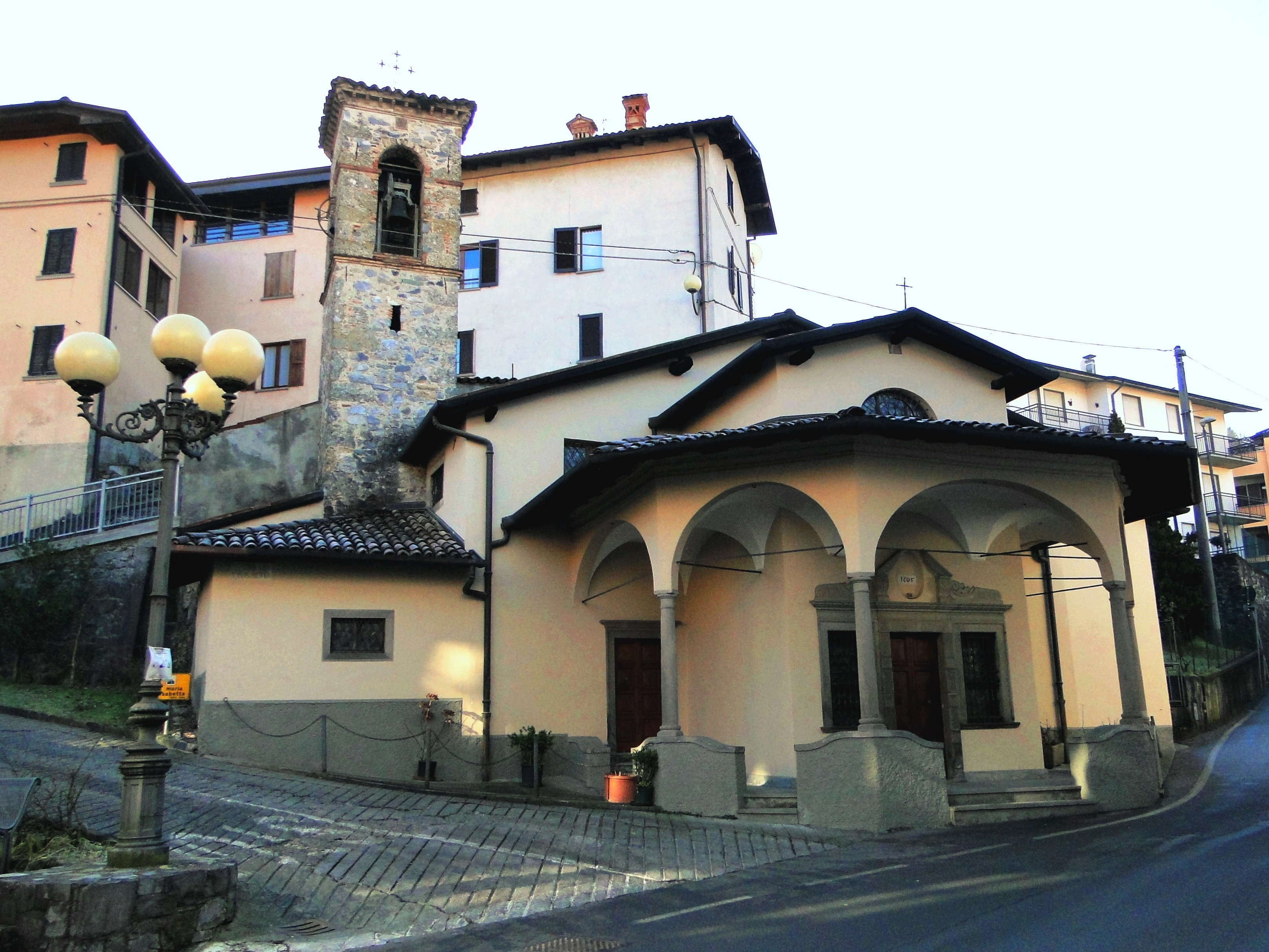
La chiesa di Santa Elisabetta

Situata nel centro abitato, poco distante dalla prepositurale di San Michele. La chiesa risale al 1605, periodo in cui era una piccola cappelletta dedicata alla Visitazione di Maria. Successivi ampliamenti l'hanno resa a due piccole navate e circondata su tre lati da un piccolo portico a pianta semi-ottagonale a lati diseguali.

#### Chiesa di Sant'Antonio di Padova
Situata a metà strada tra le chiese di san Michele e di santa Elisabetta, in località Göra, presso la scuola dell'infanzia gestita dalle suore della sacra famiglia. Inaugurata nel 1745 come oratorio privato della famiglia Mosconi, venne ceduta prima alla parrocchia e nel 1863 alle suore. Ampliata tra il 1960 ed il 1964, custodisce la tela Madonna con Bambino e sant'Antonio di Gian Bettino Cignaroli. Attiguo a essa si trova il palazzo Mosconi, un tempo proprietà dell'omonimo casato ed ora comunale, risalente al periodo della dominazione della Serenissima.

#### Cappella Madonna del Buon Consiglio
Di origini seicentesche, si trova nella porzione meridionale del territorio comunale, fuori dal centro storico ed attigua al cimitero, coeva della cappelletta dei morti, distante poche decine di metri e sita in località Nocrèla. Quest'ultima, edificata in seguito all'ondata di peste del 1630, e restaurata nel 1990, è costituita da un'abside aperta ad arco, sulla cui parete si trova un affresco raffigurante una danza macabra.

#### Chiesa di San Rocco

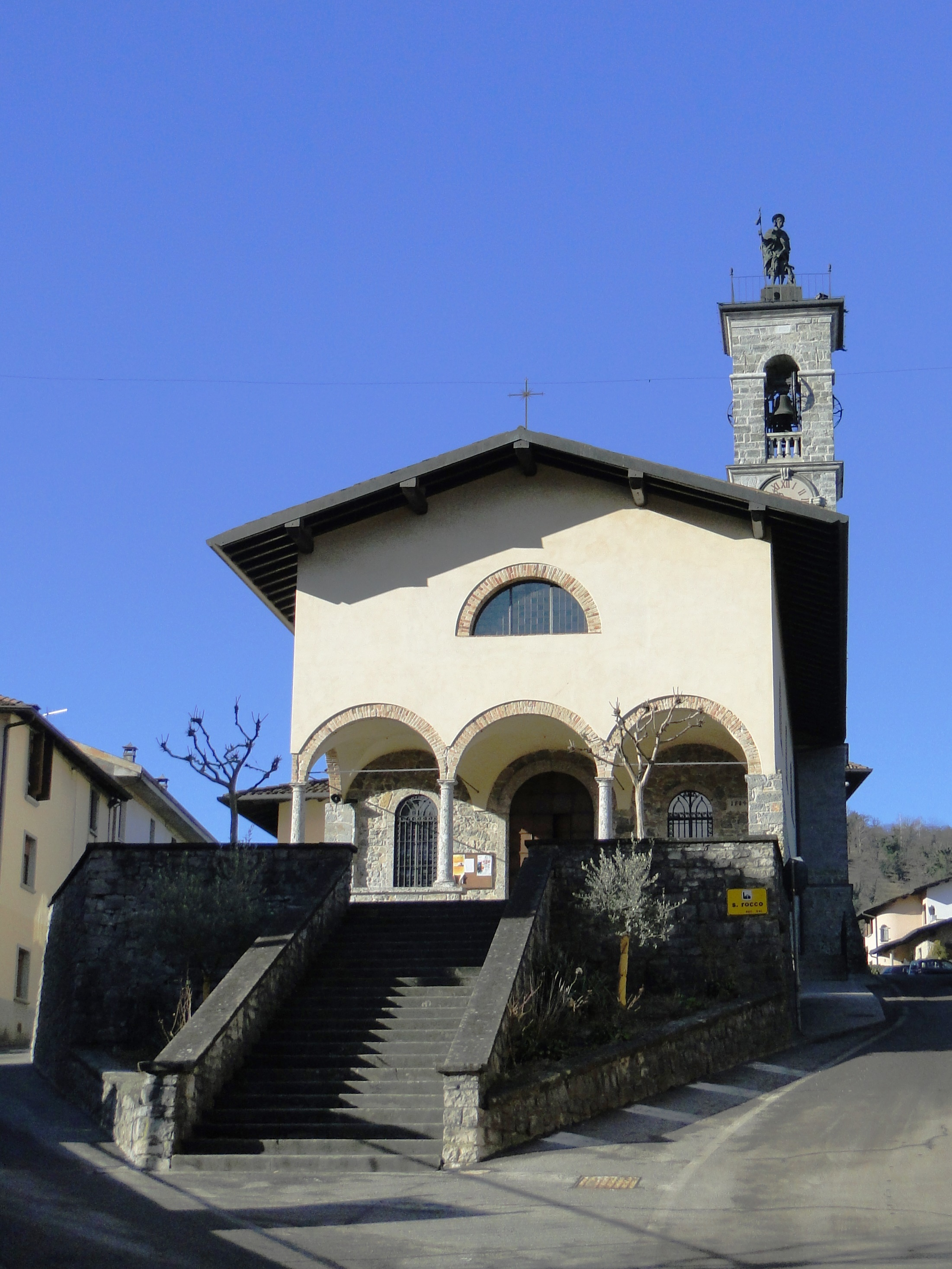
Chiesa di San Rocco

Situata nell'omonima località (alla quale ha appunto dato il nome), un tempo chiamata Chignöl. Edificata in seguito all'epidemia di peste del 1529, venne ampliata assumendo una struttura a navata singola suddivisa in tre campate mediante due arcate a sesto acuto. Dopo aver conosciuto un periodo di profondo degrado tra la fine del XIX e l'inizio del XX secolo a causa della sua posizione isolata, venne sistemata in seguito all'espansione edilizia del secondo dopoguerra. All'interno sono presenti quattordici sculture raffiguranti la Via crucis, opera di Vincenzo Demetz.

#### Altre chiese

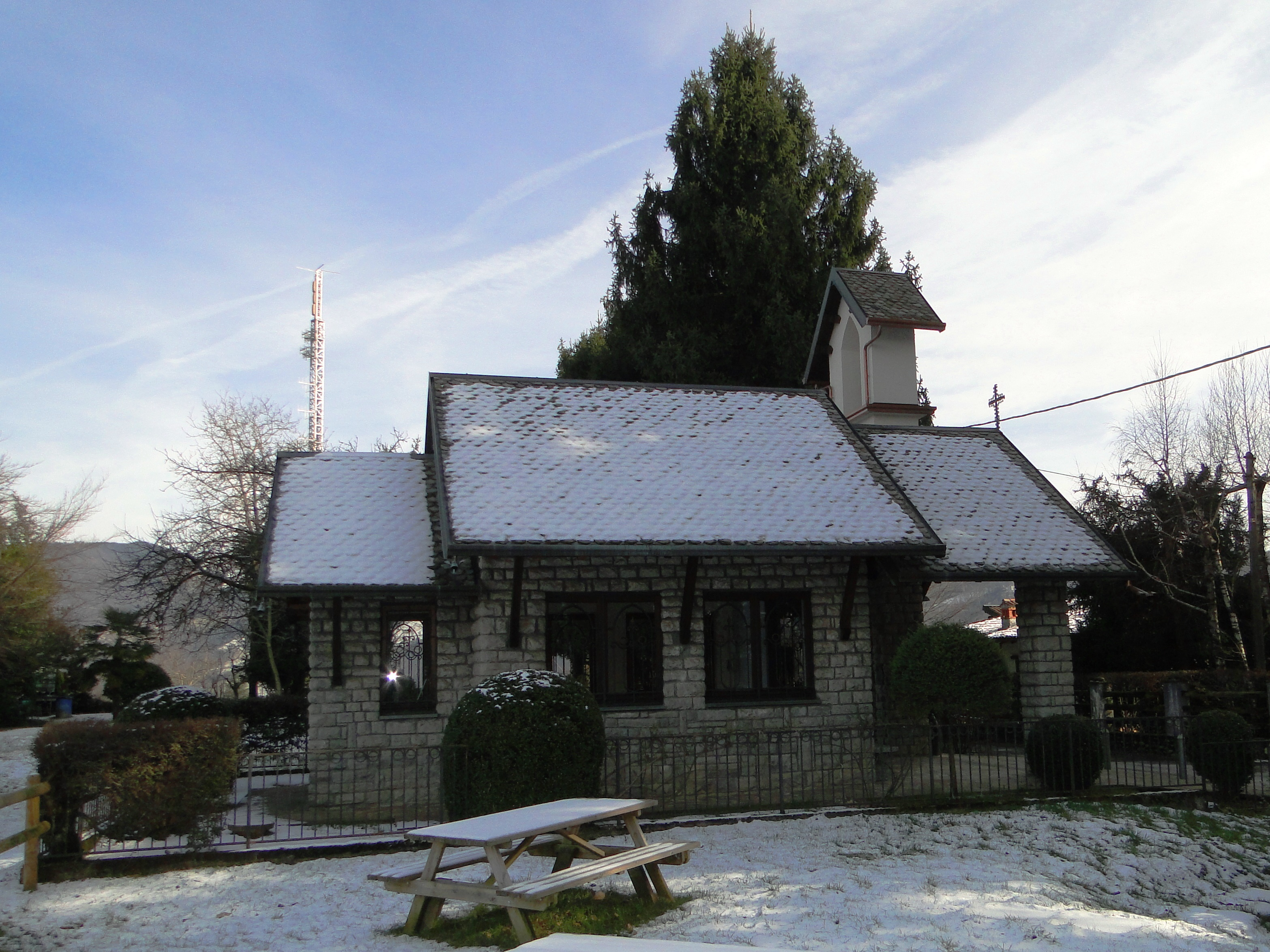
La chiesa degli alpini sul monte Beio

Sulle alture circostanti si trovano tre altre chiesette dalla connotazione rustica e montana. Si tratta della chiesetta degli alpini sul monte Beio e di quella di Santa Croce sull'omonimo monte, entrambe edificate nel corso del XX secolo, e della chiesetta della Vergine Immacolata, detta anche “della Bozzöla”, situata nell'omonima località sulle pendici del mote Beio, tra la località Ceride e la sella di san Rocco. Costruita nel 1866, presenta una struttura a navata unica e una facciata con un'ampia finestra e due nicchie, mentre al proprio interno custodisce oltre cinquemila reliquie di santi.

### Architetture civili
In ambito civile numerosi sono i palazzi storici che ricordano i fasti e la ricchezza delle famiglie più in vista del paese. Oltre ai già citati palazzi Galizzi e Mosconi, merita menzione anche il palazzo Pezzoli, risalente al XVI secolo, in cui vi è un auditorium di proprietà comunale.
In ambito storico-culturale, degno di nota è il Museo del tessile che, inaugurato nel 2002, raccoglie documenti e macchinari che hanno contribuito allo sviluppo economico del paese.

### Percorsi naturalistici
Il territorio comunale di Leffe offre possibilità per chiunque volesse passare un po' di tempo nella natura. I monti che sovrastano l'abitato, che fungono da spartiacque con le vicine valli Rossa e Cavallina, garantiscono infatti itinerari adatti alle più svariate esigenze. Si va dalla passeggiata ad anello, adatta a bambini e meno giovani, che parte dal percorso-vita che costeggia il ruscello della valle Brugali, e passa per la frazione di san Rocco, da cui poi è possibile raggiungere le località della Ceride e della Bozzöla, sulle pendici del monte Beio.
Da questo, nella zona di san Rocco, si dirama il segnavia del C.A.I. numero 517, che dalla Ceride conduce in valle Asinina.
Più impegnativi sono invece i sentieri, detti di Manvit e della Costa, utilizzati per trekking e mountain bike, che percorrono i declivi del monte Croce, sulla sommità del quale si può ammirare una visuale a 360 gradi sulle valli Gandino e Cavallina.

## Società

### Evoluzione demografica
Abitanti censiti

### Etnie e minoranze straniere
Al 31 dicembre 2010 gli stranieri residenti nel comune erano 328, ovvero una percentuale pari al 6.9% della popolazione. Di seguito sono riportati i gruppi più consistenti:
1. Senegal, 112
2. Marocco, 64
3. Cina, 51
4. Romania, 44

## Amministrazione
| Periodo          | Periodo        | Primo cittadino    | Partito                                               | Carica  | Note |
| ---------------- | -------------- | ------------------ | ----------------------------------------------------- | ------- | ---- |
| 16 novembre 1997 | 27 maggio 2002 | Carlo Enea Pezzoli | Lega Nord                                             | sindaco |      |
| 28 maggio 2002   | 29 maggio 2007 | Giovanni Pezzoli   | lista civica                                          | sindaco |      |
| 30 maggio 2007   | 6 maggio 2012  | Giuseppe Carrara   | lista civica                                          | sindaco |      |
| 7 maggio 2012    | 11 giugno 2017 | Giuseppe Carrara   | lista civica Nuovi orizzonti per Leffe e la sua Valle | sindaco |      |
| 12 giugno 2017   | in carica      | Marco Gallizioli   | lista civica Nuovi orizzonti per Leffe e la sua Valle | sindaco |      |

### Altre informazioni amministrative
Il Comune fa parte della Comunità montana della Valle Seriana.

## Sport

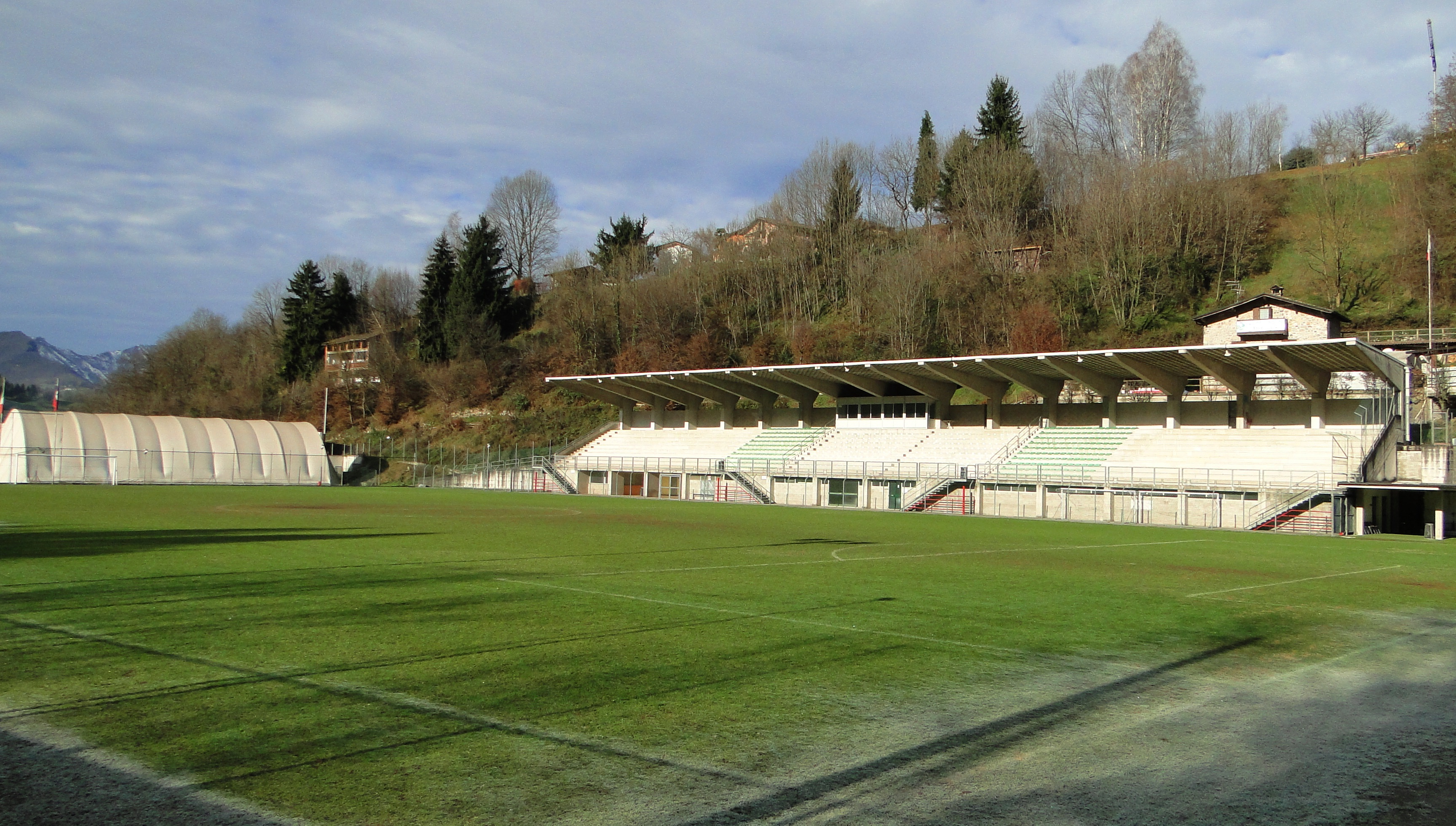
Lo stadio Martinelli

Dal 1938 al 1998, aveva sede nel Comune la Società Calcio Leffe. Nel 1998 si fuse con la società Albinese Calcio, dando vita all'Unione Calcio AlbinoLeffe.

### Impianti sportivi
- Stadio Carlo Martinelli